# Estatua sedente del príncipe Gudea

Mesopotamia durante el Renacimiento sumerio.

La Estatua sedente del príncipe Gudea data del año 2120 a. C., y fue elaborada durante el Renacimiento sumerio en Mesopotamia, considerada la primera y más antigua civilización de la historia, que se extendió por el sur de Mesopotamia, en la zona de los ríos Tigris y Éufrates.

## Hallazgo
Primero Ernest de Sarzec (1832-1901), cónsul francés en la ciudad iraquí de Basora halló la cabeza, en el año 1877, y el resto del cuerpo fue encontrado por el capitán G. Cros en el año 1903. Ambas partes fueron desenterradas de entre las ruinas del templo de E-ninnu o Casa de los 50, situado en Ngirsu, ciudad de la Sumeria antigua, situada a unos 25 kilómetros al noroeste de Lagash, actual Tel Telloh, en la gobernación de Di Car, Irak.

## Características
- Autor: Anónimo.
- Altura: 46 centímetros.
- Anchura: 33,2 centímetros.
- Diámetro: 22,5 centímetros.
- Material: Diorita, aunque algunas son de Esteatita o de Alabastro.
- En la estatua aparecen inscripciones en las que se explica que la estatua es una ofrenda a la deidad sumeria Ningizzida.

## Simbología
La estatua representa a Gudea, el más célebre de los príncipes de la ciudad-estado de Lagash, que jamás se atribuyeron el título de rey, sino el de patesi o ensi. Este patesi, gobernó Lagash durante poco más que quince años, construyó templos y palacios, disfrutando de los beneficios de la paz y de una extraordinaria prosperidad. 
La escultura fue una ofrenda a Ningizzida, una deidad en la antigua Mesopotamia, a quien se conocía como el o la "Señor/a del árbol de la vida" y que acompañaba siempre a Tammuz, custodiando ambos las puertas del cielo.
Descrita a veces como una serpiente con cabeza humana, esta deidad devino más tarde en el dios de la sanación y la magia. No se conoce el sexo de Ningizzida, pero en algunas representaciones se le ve con barba y dos serpientes que afloran de sus hombros, y en el mito de Enki y Ninhursag, a Dazima le es permitido casarse con Ningizzida. Es el primer símbolo de serpientes gemelas del que se tiene conocimiento, además algunos creen que Ningizzida podría haber sido la serpiente del Edén.

## Conservación
Se encuentra expuesta en el Museo del Louvre.